# Insula Dranov
Insula Dranov, denumită și ostrovul Dranova, este o insulă aflată în partea de sud a Deltei Dunării.
Zone insulei Dranov, cu o suprafață de 21.760 ha, este considerată o zonă tampon ce protejează zonele cu regim de protecție integrală Sacalin-Zătoane și lacul Belciug. Ea este delimitată de malul drept al brațului Sfântu Gheorghe de la gura canalului Dranov și al canalelor de rectificare ale brațului Sfântu Gheorghe până la canalul Buhaz-Zaton și apoi, în continuare, pâna la Marea Neagră (la nord-est), de canalele Buhaz-Zaton, Buhaz, Palade, Crasnicol, Tărâța până la canalul Perișor (la sud) și de canalul Dranov până la priza cu brațul Sfântu Gheorghe (la vest).